# Lusitanische Kriegerstatue

Lusitani und Callaeci

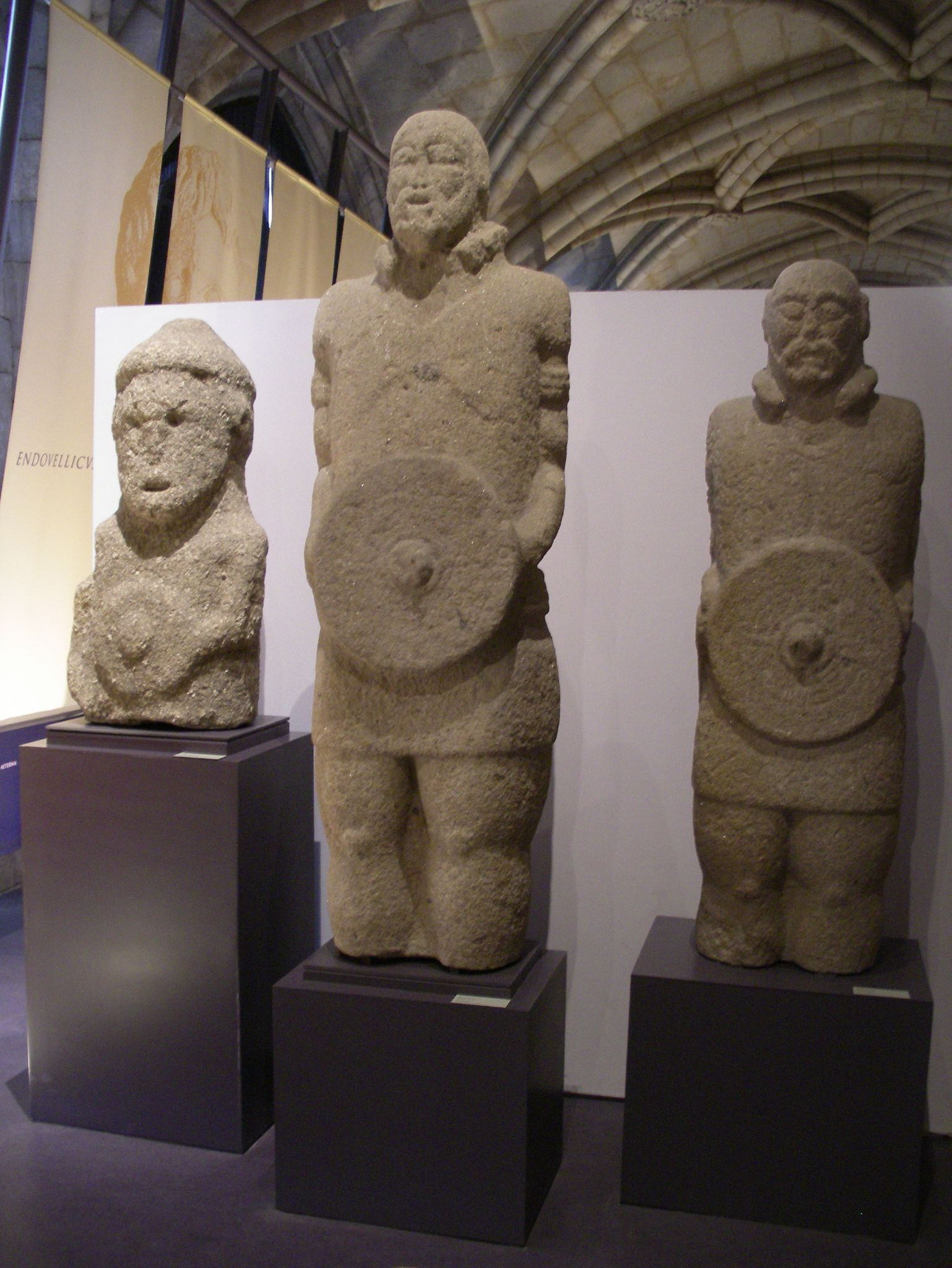
Kriegerstatuen im Nationalmuseum Lissabon

Bei den lusitanisch-galläkischen Kriegerstatuen handelt es sich um Zeugnisse der vorrömischen Epoche auf der Iberischen Halbinsel. Die lebensgroßen Steinfiguren wurden an verschiedenen Orten im Norden Portugals und im spanischen Galicien gefunden. Sie stellen laut Thomas G. Schattner kriegerisch verstandene Schutzgottheiten, in der für die Lusitaner überlieferten Bekleidung und Ausrüstung dar. 
Die Datierung der als „galläkische Krieger“ oder lusitanischen Kriegerstatuen in die Literatur eingegangenen Figuren ist umstritten.
Als ein Vorläufer wird die quaderartige Stele von São João de Ver angesehen, bei der nur der Kopf vollplastisch gestaltet ist.
Für den Beginn der Errichtung der Figuren ergibt sich ein Zeitraum ab dem 5. oder 4., spätestens jedoch ab dem 3. Jahrhundert v. Chr. Die an den Statuen dargestellten Torques (Halsringe) entsprechen den in der Gegend gefundenen. Ihre Dolche kommen den eisenzeitlichen Waffen auf der Iberischen Halbinsel gleich. Es sind also einheimische Vorstellungen dargestellt, die kein römisches Vorbild haben. Lateinische Inschriften belegen, dass sie nach der römischen Eroberung noch standen bzw. in Gebrauch waren, machen aber die Datierung schwieriger. Urtümliche Stelen dürften ältere Phasen der endemischen Plastik verkörpern. 

Lusitanische Kriegerstatuen
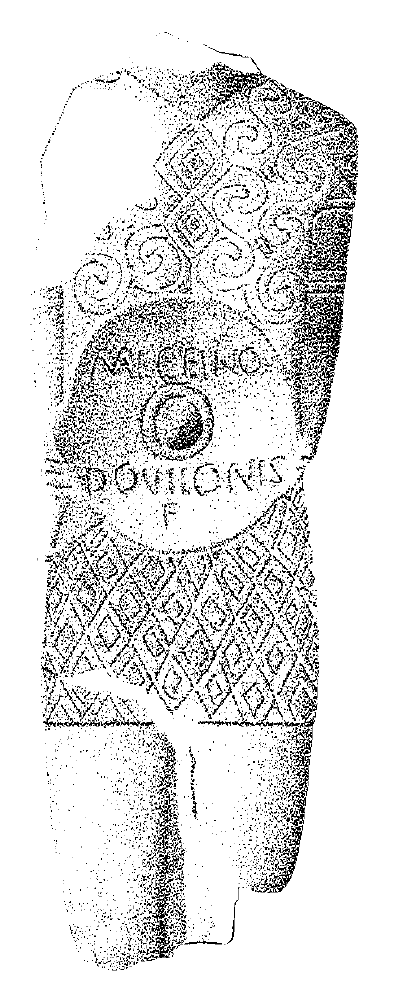
São Julião de Caldelas
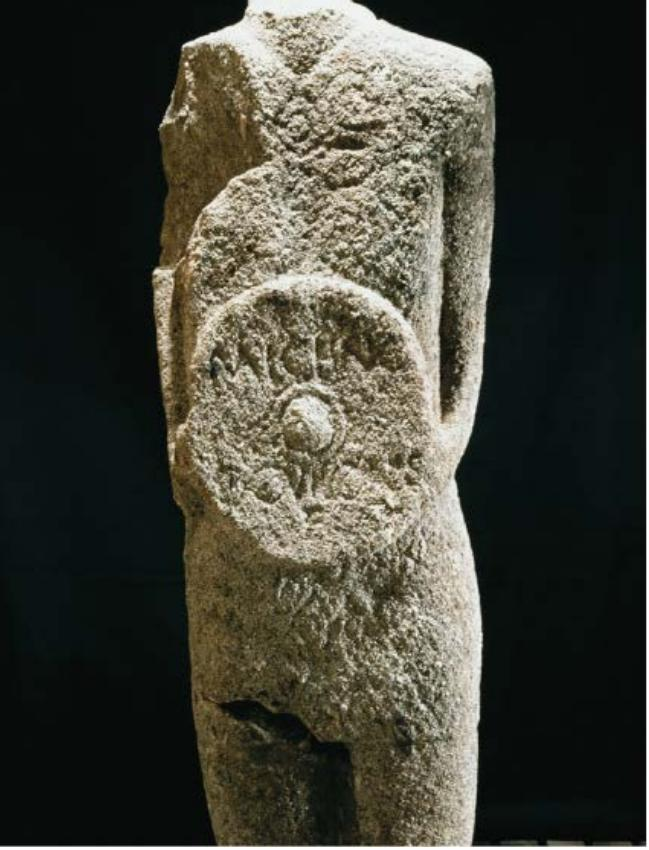
São Julião de Caldelas
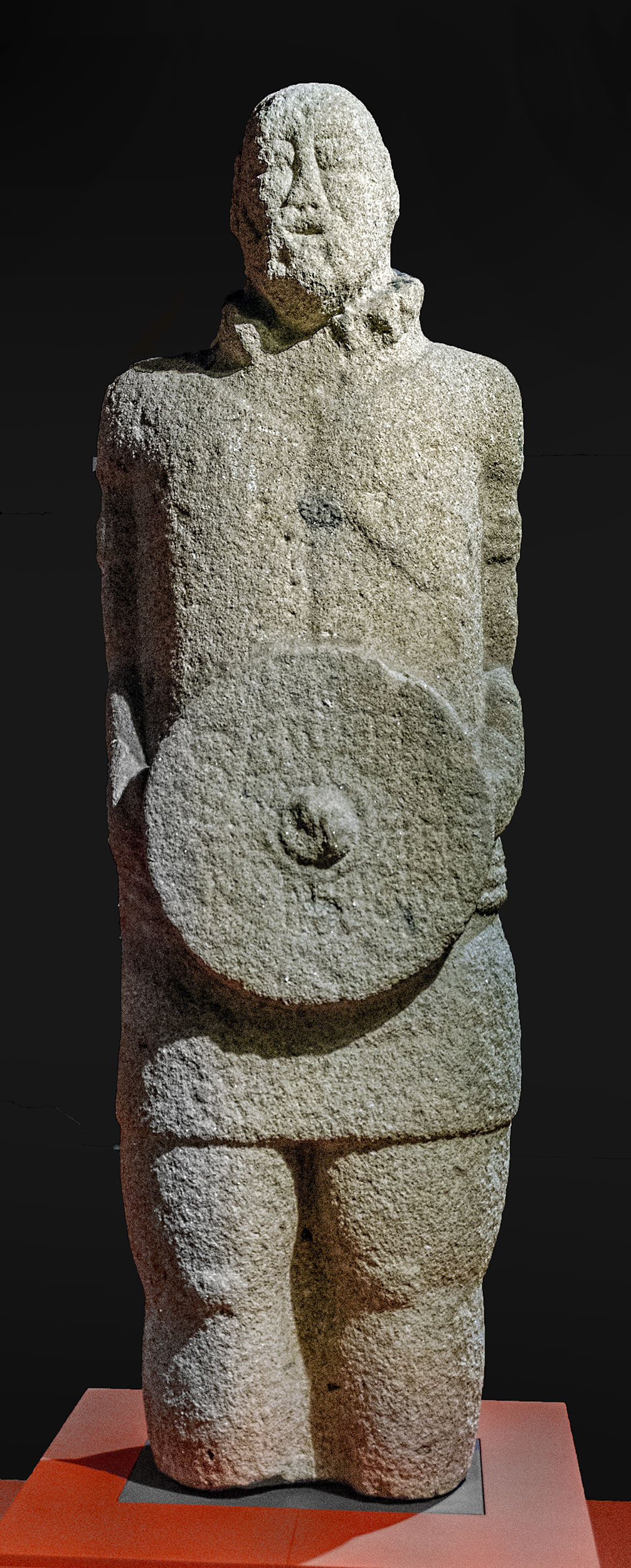
Castro de Lesenho
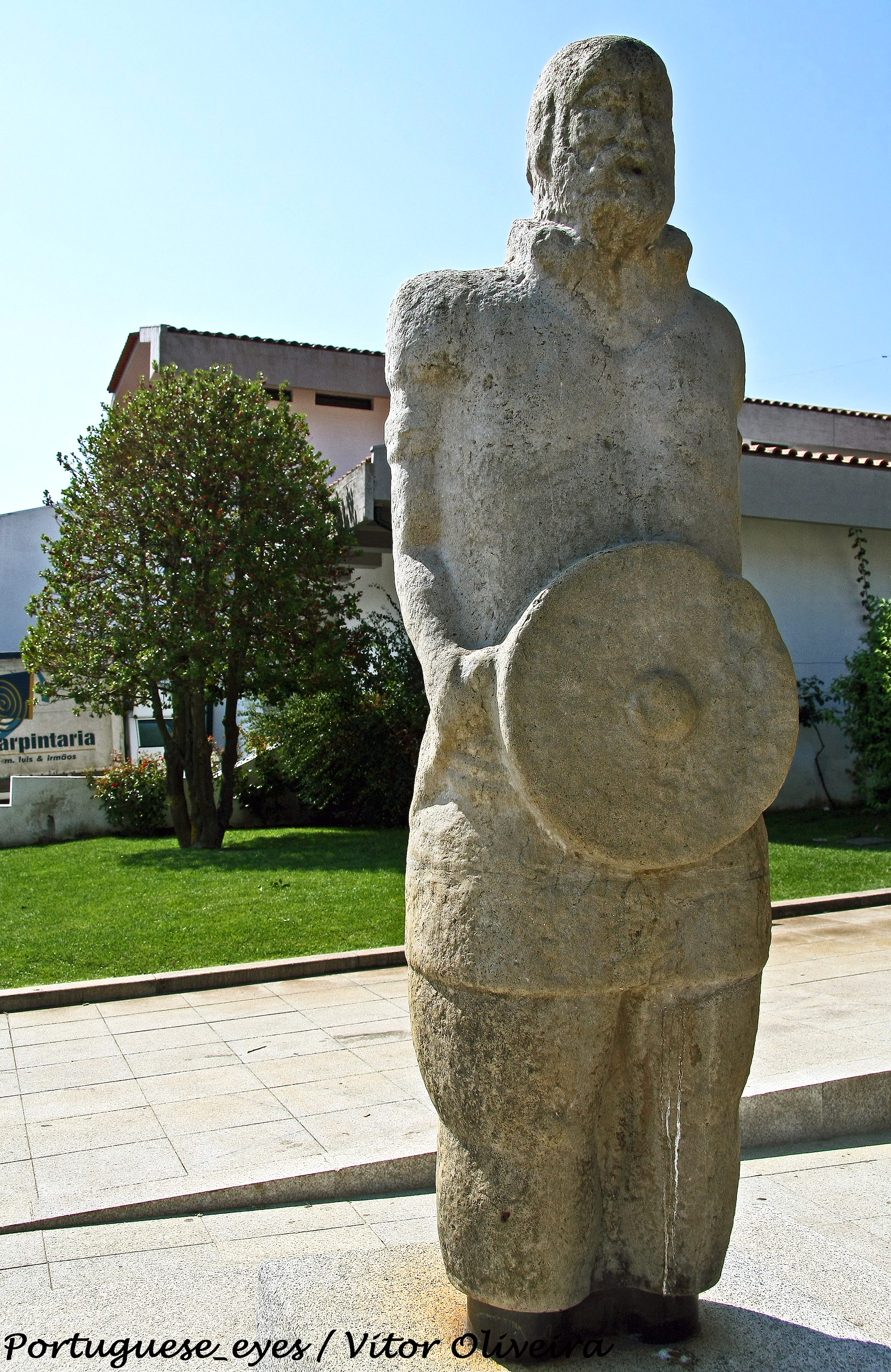
Boticas

Die Lusitaner, ein keltisierter indoeuropäischer Volksstamm, lebten in einem Gebiet, das heute dem nördlichen Portugal und westlichen Spanien entspricht. Bei den Höhensiedlungen der Castrokultur wurden an die 30 Statuen gefunden, die als Krieger oder Götter interpretiert werden. Sie weisen große Übereinstimmung mit der keltischen Plastik in Mitteleuropa auf. Zur Funktion der Statuen als Schutzgottheiten gibt der Fund von Sanfins einen wertvollen aber seltenen Anhaltspunkt. Die Position an der Außenmauer erinnert an die Fundlagen vom Glauberg. 
Die Statuen stehen heute im Museu Nacional de Arqueologia in Lissabon und in lokalen Museen in Guimarães, Lissabon, Sanfins und Viana do Castelo. Im Museu Municipal in Viana do Castelo steht jene Kriegerstatue von São Paio de Meixedo (auch als 'Estátua de Viana' oder 'do Páteo da Morte' bekannt), eines der drei Stücke, die Emil Hübner 1861 vorlegte.

## Belege
1. ↑  Der von Emil Hübner 1861 gewählte Ausdruck konnte sich nicht durchsetzen. Er beschrieb die Statuen von Ajuda, Cabeceiras de Basto und Paio de Meixedo bzw. Viano do Castelo. Emil Hübner: Statuen galläkischer Krieger in Portugal und Galicien. In: Kaiserlich Deutsches Archäologisches Institut: Archäologische Zeitung. Nr. 154, 1861, S 186ff. Reimer, Berlin 1861.
2. ↑  Steinerne Krieger am "Ende der Welt" In: Archäologie in Deutschland 2/2002 S. 34